# Emir Dautović
Emir Dautoviċ (Trbovlje, 5 februari 1995) is een Sloveens-Bosnisch voetballer die als verdediger speelt.

## Carrière
Emir Dautoviċ werd in zijn jeugd bij Rudar Trbovlje en Maribor gezien als een groot talent, waardoor hij in het seizoen 2014/15 voor OFK Beograd in de Superliga speelde. Na dit seizoen vertok hij naar Apollon Limasol, wat hem gelijk aan Royal Excel Moeskroen verhuurde. Dit zijn beiden clubs waarin spelersmakelaar Pini Zahavi aandelen heeft, waardoor hij vanwege het gunstige belastingklimaat in Cyprus spelers met winst kan doorverkopen via Apollon Limasol zonder dat ze daar spelen. Dautoviċ maakte zijn debuut voor Moeskroen op 12 december 2015, in de met 1-3 gewonnen uitwedstrijd tegen Kortrijk. Hierna speelde hij nog één wedstrijd voor Moeskroen, tot hij in de winterstop teruggehaald werd door Limasol wat hem aan zijn oude club OFK Beograd verhuurde. In de zomer van 2016 maakte hij transfervrij de overstap naar Fortuna Sittard, waar hij op 2 december 2016 zijn debuut maakte in de met 3-0 verloren uitwedstrijd tegen FC Volendam. Medio 2017 liep zijn contract af en vervolgens speelde hij drie maanden voor NK Ankaran in de 1. slovenska nogometna liga. In februari 2018 vervolgde zijn loopbaan bij NK Radomlje in de 2. slovenska nogometna liga, waar hij een half seizoen speelde. Van 2020 tot 2021 speelde hij voor SC Kalsdorf, een amateurclub uit Oostenrijk. Sinds 2021 speelt hij voor SU Tillmitsch.

### Statistieken
| Seizoen                       | Club                    | Land           | Competitie         | Competitie | Competitie | Beker | Beker | Totaal | Totaal |
| Seizoen                       | Club                    | Land           | Competitie         | Wed.       | Dlp.       | Wed.  | Dlp.  | Wed.   | Dlp.   |
| ----------------------------- | ----------------------- | -------------- | ------------------ | ---------- | ---------- | ----- | ----- | ------ | ------ |
| 2014/15                       | OFK Beograd             | Servië         | Superliga          | 13         | 0          | 0     | 0     | 13     | 0      |
| 2015/16                       | Apollon Limasol         | Cyprus         | A Divizion         | 0          | 0          | 0     | 0     | 0      | 0      |
| 2015/16                       | → Royal Excel Moeskroen | België         | Eerste klasse      | 2          | 0          | 1     | 0     | 3      | 0      |
| 2015/16                       | → OFK Beograd           | Servië         | Superliga          | 0          | 0          | 0     | 0     | 0      | 0      |
| 2016/17                       | Fortuna Sittard         | Nederland      | Eerste divisie     | 8          | 0          | 0     | 0     | 8      | 0      |
| 2017/18                       | NK Ankaran              | Slovenië       | 1. SNL             | 5          | 0          | 0     | 0     | 5      | 0      |
| 2017/18                       | NK Radomlje             | Slovenië       | 2. SNL             | 13         | 0          | 0     | 0     | 13     | 0      |
| 2018/19                       | SC Kalsdorf             | Oostenrijk     | Regionalliga Mitte | 24         | 2          | 0     | 0     | 24     | 2      |
| 2019/20                       | SC Kalsdorf             | Oostenrijk     | Regionalliga Mitte | 16         | 0          | 1     | 0     | 17     | 0      |
| 2020/21                       | SC Kalsdorf             | Oostenrijk     | Regionalliga Mitte | 11         | 2          | 0     | 0     | 11     | 2      |
| Carrièretotaal                | Carrièretotaal          | Carrièretotaal | Carrièretotaal     | 92         | 4          | 2     | 0     | 94     | 4      |
| Bijgewerkt op 1 februari 2021 |                         |                |                    |            |            |       |       |        |        |